# Frank Worsley
Frank Worsley (Akaroa, 22 februari 1872 - Claygate, 1 februari 1943) was een Nieuw-Zeelands ontdekkingsreiziger.

## Biografie
Worsley werd in 1872 in Nieuw-Zeeland geboren. In 1888 werd hij lid van de New Zealand Shipping Company, die personen en goederen vervoerde tussen het Verenigd Koninkrijk en Nieuw-Zeeland. In 1902 ging hij in dienst bij de Royal Navy Reserve, waar hij opklom tot luitenant in 1906. 
Tussen 1914 en 1917 nam hij deel aan de Endurance-expeditie naar Antarctica als kapitein van de Endurance. De expeditie slaagde niet in zijn opzet. Samen met vijf anderen voer hij 1.300 kilometer in de reddingssloep James Caird naar Zuid-Georgia. Samen met Ernest Shackleton en Thomas Crean ondernam hij een barre tocht op Zuid-Georgia om hulp te vinden voor de gestrande expeditie. Na zesendertig uur kwam het drietal aan op Stromness. Samen met Ernest Shackleton voer hij met de Yelcho naar Elephanteiland om de achtergebleven expeditieleden op te pikken.
Op het einde van de Eerste Wereldoorlog was hij kapitein op het gevechtsschip PC61. Onder zijn bewind liet dit schip een Duitse onderzeeër zinken, hetgeen hem de een onderscheiding in de Orde van Voorname Dienst opleverde. 
Tijdens de Oktoberrevolutie was hij gestationeerd in Moermansk. Hij was tijdens de revolutie kapitein van de HMS Cricket. Voor zijn verdiensten in Rusland werd hij geëerd met de Orde van Sint-Stanislaus. 
In 1921 werd hij opnieuw gevraagd als kapitein voor een antarctische expeditie van Ernest Shackleton. Tijdens de Shackleton-Rowett-expeditie was hij kapitein van de Quest. 
Tijdens de Tweede Wereldoorlog diende hij voor het Internationaal Comité van het Rode Kruis in Frankrijk en Noorwegen en op het schip de Dalriada. Hij overleed in 1943 op 70-jarige leeftijd.
- Bibsys: 11076783
- Biblioteca Nacional de España: XX4864732
- Bibliothèque nationale de France: cb16490015k (data)
- CiNii: DA1118497X
- Gemeinsame Normdatei: 122083539
- International Standard Name Identifier: 0000 0000 7357 628X
- Library of Congress Control Number: n98096040
- Nationale Bibliotheek van Tsjechië: pna2016928929
- Nationale bibliotheek van Australië: 35667553
- Nationale en Universitaire bibliotheek Zagreb: 000565177
- Nederlandse Thesaurus van Auteursnamen: 183905555
- SNAC: w63b7cvm
- Système universitaire de documentation: 064812804
- Trove: 1034134
- Virtual International Authority File: 42710800
- WorldCat: E39PBJy4bFbyDY79XgrxGmdxXd